# يان نج
يان نج (بالصينية: 吳凱恩,) هي كاتبة غنائية وممثلة صينية، ولدت في 25 نوفمبر 1983 بهونغ كونغ البريطانية في المملكة المتحدة.

## وصلات خارجية
- يان نج على موقع IMDb (الإنجليزية)
- يان نج على موقع قاعدة بيانات الفيلم (الإنجليزية)